# Leo Fitzpatrick
Leonardo Aurellio Randy Fitzpatrick ou Leo Fitzpatrick, como ficou conhecido (Montclair, 10 de agosto de 1978), é um ator estadunidense.
Aos quatorze anos foi convidado pela diretor Larry Clark para fazer o filme Kids. A produção de Clark gerou muita polêmica e por causa disto, Leo foi morar na Inglaterra por um longo período. Após seu retorno para os Estados Unidos, voltou a atuar como ator no cinema e na televisão.

## Carreira

### Televisão
- The Wire
- Law & Order: Criminal Intent
- Carnivàle
- The Heart, She Holler

### Cinema
- Kids
- Another Day in Paradise
- Bully
- Storytelling
- Serendipity
- Cold Comes the Night